# 聖公會鄧肇堅中學
22°16′33″N 114°10′44″E / 22.275757°N 114.178965°E
聖公會鄧肇堅中學（英語：Sheng Kung Hui Tang Shiu Kin Secondary School），原名聖公會中學，位於香港灣仔愛群道9號，由香港聖公會創辦，成立於1962年，是一所基督教中學。鄧肇堅中學以英語為教學語言，是114間以英語為教學語言的學校之一。學校之中文校訓是「恒心，寬恕，容忍」，而希臘語校訓則是“HYPOMONE”。現任校長為袁經恒先生。

## 校政管理

### 歷任校監
- 張榮岳法政牧師[1]
- 梁秀珊牧師

### 歷任校長
- 1962年－1967年：羅鮑美雯女士
- 1967年－1976年：吳許潔馨女士[1]
- 1976年－1985年：湯顯森牧師
- 1985年－1990年：劉文安女士
- 1990年－2000年：夏吳麗蓮女士
- 2000年－2006年：潘梁學賢女士
- 2006年－2010年：秀琼女士
- 2010年－2021年：戴德正先生
- 2021年－：袁經恒先生

## 學校歷史
聖公會鄧肇堅中學原名聖公會中學，成立於1962年。由於創校初年尚未有獨立校舍，因此於1968年9月之前入學的學生獲安排到聖保羅男女中學上課。而興建現時校舍期間，學生在1968年借用當時位於東院道的聖公會聖馬利亞堂中學上學，下午上課。該校校舍由則師伍振民負責設計。

## 學校設施
聖公會鄧肇堅中學是由3棟大樓組成的，分別為禮堂、主樓和體育館。學校禮堂為八角形的設計，外似馬戲團的帳幕，設有空調，佔地19,000平方呎，可以從天空上看到綠色大八角形，而禮堂外所有柱都是傾斜組成（只用力學原理支撐上蓋）。學校禮堂設有標準舞台，適合大型表演。校方會把初中級別每級最佳50名同學的名字及高年級每班最佳5名同學於禮堂外的壁報版上列出，從而激勵成績表現較一般的同學。鄧肇堅中學的設施包括：
- 19,000平方呎的空調禮堂（肇堅堂）
- 46個空調教室，均設有投影機
- 10個特別活動室（供學術，文藝及教學之用）
- 校園電視台
- 6所科學實驗室
- 多媒體學習室
- 視像室
- 一個有13,000本藏書，及電視錄像閣、互聯網閣的空調圖書館
- 一個多用途體育館（內有健身室、壁球室及恆溫室內游泳池）
- 一個標準籃球場
- 一個小教堂

## 班級結構
中一至中三各4班，中一至中三均以D班為精英班。
從2009年9月1日起，高中一至高中三各5班，於2009年至2011年間，校方將逐步把A,B班轉為文科班，C班及D班為理科班。
中四於2009年9月易名為高中一，中五於2010年9月易名為高中二，中六於2011年9月易名為高中三，並由原來的3班增至5班，中七已於2012年9月取消。
該校之中一已於2011-12學年起減至四班，並遂年推廣至其他級別（已於2016-17學年完成）。